# NGC 731
NGC 731 (NGC 757) é uma galáxia elíptica (E) localizada na direcção da constelação de Cetus. Possui uma declinação de -09° 00' 41" e uma ascensão recta de 1 horas, 54 minutos e 55,9 segundos.
A galáxia NGC 731 foi descoberta em 10 de Janeiro de 1785 por William Herschel.